# Calourada
A calourada é um evento em instituições de ensino brasileiras, quando para ingressar nessas é necessário ser aprovado em um processo seletivo. Esse evento consiste na comemoração da entrada de calouros nas instituições. Costuma ocorrer nos primeiros dias do período letivo, e pode durar de um dia até uma semana ou mais.

## Conceito de veteranos e calouros
No Brasil, o veterano é popularmente conhecido como aquele que já passou do primeiro módulo, primeira série ou primeiro nível, enquanto o calouro é aquele que cursa a primeira etapa, mesmo se estiver repetindo ela.
Para os alunos ingressos através de transferência (que costumam entrar depois da primeira etapa), a situação é ambígua.
Em algumas escolas em que cada etapa (série ou módulo) tem um ano de duração, é comum os calouros serem "libertados" (virarem veteranos) no dia 13 de maio, dia em que foi assinado a Lei Áurea, que aboliu a escravidão em 1888. Porém em todas as instituições de ensino semestrais, assim como a maioria das que possuem períodos letivos, o calouro apenas deixa de sê-lo quando passa de etapa.

## Como ocorre a calourada
As calouradas podem ser organizadas pelos alunos, ou podem ser planejadas pela instituição (quando se quer controlar os trotes).
Teoricamente, as calouradas são planejadas para serem pacíficas, com gincanas, sorteio de prêmios e palestras com os professores.
É comum a instituição formar salva-calouros, pessoas que funcionam como vigias para proteger calouros de trotes maiores.
Por vezes, a calourada pode fugir do que foi planejado e passar a ter momentos de violência e atividades que acabam a ir contra a ética, além de danificar os equipamentos e a estrutura da escola.

## Trote
É conhecido como trote as formas (geralmente agressivas) dos veteranos receberem os calouros, apesar de que o trote pode também ser praticado por professores e funcionários do estabelecimento de ensino.
O trote passa a ser motivo de ocorrência quando um veterano o faz em um calouro que não quer participar deste.